# Natalie Zea
Natalie Zea, född 17 mars 1975 i Harris County, Texas, är en amerikansk film- och TV-skådespelare.